# GOOD TIME (Skoop On Somebodyの曲)
「GOOD TIME」（グッド・タイム）は、日本のR&BグループのSkoop On Somebodyが2022年5月18日にリリースした6曲目の配信限定シングル。

## 概要
OvallのShingo Suzukiによるプロデュース楽曲。

## 収録曲
1. GOOD TIME
  - 作詞・作曲：S.O.S.　編曲：Shingo Suzuki